# 樂家集團
樂家集團控股有限公司，前身為1985年由郭展榮於香港創立的「樂家玩具有限公司」，1994年2月21日於港交所主板上市。當時主要經營生產和銷售各類兒童玩具產品、物業代理和餐飲，現時主要經營證券買賣及投資。2015年被收購後更名為「歡喜傳媒集團有限公司」。

## 訴訟
2002年，香港高等法院控告樂家集團前主席郭展榮及前董事總經理姚鉅亮，要求兩人退還2,500萬港元公款給樂家集團。樂家集團指稱，郭展榮於2000年3月在任時，曾開出兩張總值2,500萬港元的公司支票，受益人為郭本人，而姚則是涉案支票的共同簽署人。
2010年，郭展榮遭朱昌傑律師事務所追討300萬港元費用，原因是2004至2007年期間，郭氏因出售樂家集團權益引發官司、及與玩具生產供應商之間出現訴訟，上述款項是律師行為郭氏提供的專業服務費用。
2011年，樂家集團控股有限公司附屬公司，遭前主席郭展榮獲判勝訴。

## 事件
2002年，該公司以50萬坡元（220萬港元），收購位於新加坡經營銷售酒類產品Crystal Wine & Spirits Pte Ltd，以及95.2萬美元（743萬港元）收購經營餐飲行業Brewerkz Singapore Pte Ltd。但到了2003年上述2家企業已以850萬港元出售。
2004年，以500萬港元收購從事經營玩具貿易GFT Holdings Limited，2007年，以2港元出售，買家為梁蔚豪和黃仲遜（兩者為前董事）。
2008年，以4.3億港元，收購由董事前吳啟民創辦世紀21香港有限公司，其後在2014年12月5日，以450萬港元出售，原因是受港府進一步收緊按揭市場，令公司的按揭融資業務也難有作為。
2014年10月7日，該公司以9700萬港元收購從事航空及物流業務、廣告代理業務以及金融市場資訊業務SINOFOCUS MEDIA (HOLDINGS) LIMITED，賣家為高振順旗下先豐服務集團有限公司。
2015年4月13日，高振順家族財團瑞東金融、機管局主席蘇澤光、董平（文化中國傳播（阿里巴巴影業前身）前主席）、內地著名導演徐崢、寧浩、高志凱（以上為於2015年9月2日委任董事）等人，合共認購1,731,416,556股（代價為6.806億港元）股份，完成後更名「歡喜傳媒集團有限公司」。
2015年9月18日，前行政總裁吳啟民退任，同期委任美國威嘉國際律師事務所前合伙人項紹琨出任行政總裁。
2015年9月21日，該公司以1.5億元人民幣（1.83億港元）收購從北京真樂道文化傳播有限公司（由徐崢全權持有）收益權（ 相當於目標電影自中國電影院所得淨收入；及目標電影自中國境外電影院所得淨收入，扣除發行成本後之47.5%），由目標電影首映 日期起計為期6年，而不附帶任何產權負擔，該資產為《港囧》由徐崢、趙薇、包貝爾及杜鵑為主演，上映日期為2015年9月25日。
2016年6月1日，陳可辛計劃配發及發行該公司144,500,000股，期間，王家衛私人公司Master China Films Limited配發和發行該公司100,000,000股股份。
2016年6月17日，按該公司根據發行事項發行新股份之公平值約513,500,000港元，原因陳可辛和王家衛收購後評估價值總數。